# Staurastrum subscabrum
Staurastrum subscabrum là một loài Song tinh tảo trong họ Desmidiaceae, thuộc chi Staurastrum.